# 桑布卡-皮斯托耶塞
桑布卡-皮斯托耶塞（義大利語：Sambuca Pistoiese），是意大利托斯卡纳大区皮斯托亚省的一个市镇。总面积77平方公里，人口1766人，人口密度22.9人/平方公里（2009年）。ISTAT代码为047018。